# Engel des Bösen – Die Geschichte eines Staatsfeindes
Engel des Bösen – Die Geschichte eines Staatsfeindes (Originaltitel: Vallanzasca: Gli angeli del male) ist ein italienischer Kriminalfilm des Regisseurs Michele Placido aus dem Jahr 2010 und beruht auf der Lebensgeschichte des italienischen Schwerverbrechers Renato Vallanzasca, der im Laufe seiner kriminellen Karriere zum charismatischen Playboy-Gangster avancierte. Der Film feierte Premiere am 6. September 2010 auf den Filmfestspielen von Venedig und kam am 24. Februar 2011 in die deutschen Kinos.

## Handlung
1950 in Mailand geboren, fällt Renato Vallanzasca schon als Kind durch deftige Streiche und erste Straftaten auf. Seiner alten Gewohnheit folgend überfällt er 1972 mit seiner vierköpfigen Gang einen Geldtransporter der Novale Supermärkte, einer italienischen Handelskette. Schnell ermittelt die Polizei Vallanzasca als Täter. Im November des Jahres 1972 im Mailänder Gefängnis San Vittore inhaftiert, wird er im Juni des Folgejahres aufgrund seiner unbeherrschbaren Gewaltausbrüche gegenüber dem Anstaltspersonal zur Maßregelung ins 800 km entfernte Bari verlegt. Dort besucht ihn seine schwangere Freundin Consuelo, die er im Jahr zuvor in einer Diskothek kennenlernte. Renato versichert ihr, er werde nach der Haft für sie und das Baby sorgen.
Zum Zeitpunkt der Geburt des Kindes befindet sich Renato jedoch noch immer in Haft. Er tobt vor Wut und fügt sich äußere Verletzungen zu, um eine Verlegung nach Mailand zu erwirken. Sein Ansinnen hat Erfolg. Consuelo besucht Renato drei Jahre später mit dem gemeinsamen Sohn im Mailänder Gefängnis San Vittore und offenbart ihm ihre neue Beziehung zu einem Unternehmer. Sie wolle ihrem Sohn damit ein geordnetes Familienleben bieten. Durch das Verschlucken zweier rostiger Nägel fügt sich Renato schwere innere Verletzungen zu, was eine Verlegung ins Mailänder Bassi-Krankenhaus nach sich zieht. Das dortige Wachpersonal ist bestechlich und Renato gelingt die Flucht. Consuelo und Renato finden wieder zueinander.
Vallanzasca plant jetzt den ganz großen Coup und stellt ein professionelles Team zusammen. Neben seinen Jugendfreunden Enzo und Fausto gehören nun Sergio, Rosario, Carmelo, Spaghettino, Nunzio und Beppe zur Bande. Mehrere Banküberfälle und anschließende Drogen- und Alkoholexzesse folgen. Der daraus resultierende Übermut führt zum Streit mit der Gang des einflussreichen Gangsterbosses Francis Turatello. Ein Friedensangebot schlägt Francis aus, sodass Renato nun keine Veranlassung mehr sieht, Rücksicht zu nehmen.
Er raubt Francis’ Spielbank aus und schießt auf dessen Bandenmitglieder, als diese sich ihm gegenüber während eines spontanen Straßenwettrennens provokant verhalten. Vallanzascas Bande Comasina setzt sich danach in den Süden Italiens ab und taucht für einige Zeit unter.
Nach einigem Zaudern wagt die Bande nun den lange geplanten Überfall auf die Finanzkasse an der Piazza Vetra im Zentrum von Mailand. Vallanzasca dringt zwar mit Hilfe seines trickreichen Charmes bis zum Geldaufbewahrungsort vor, seine Kompagnons werden jedoch in diesem Moment vor dem Gebäude in einen heftigen Schusswechsel mit der Polizei verwickelt und teilweise schwer verletzt. Renato muss mit ansehen, wie sein Jugendfreund Fausto von einem Polizisten per Kopfschuss getötet wird, kann aber selbst unerkannt entkommen. Dieses Blutbad löst in Renato nachhaltige Bestürzung aus.
In einem Zeitungsinterview erklärt Renato Vallanzasca das Ende der Raubüberfälle, aber einen letzten großen Coup wolle er noch landen. So plant die Gruppe um Renato 1977 eine Geiselnahme. Sie entführen einen schwerreichen Industriellen und die Tochter eines Großunternehmers und erbeuten auf diese Weise eine große Summe Bargeld. An einer Straßensperre fühlen sich Beppe, Renato und Rosario in die Enge getrieben und eröffnen das Feuer auf die Polizisten, infolgedessen Beppe von einer Kugel getroffen wird und zu Boden sinkt. Renato und Rosario flüchten mit ihrem Wagen, müssen aber dafür den am Boden liegenden Beppe überrollen und zurücklassen, weswegen Renato sich im Nachhinein, ungeachtet seiner eigenen Schussverletzungen, schwere Vorwürfe macht.
Um für Renato medizinische Versorgung zu organisieren, wird er von Sergio und Rosario nach Rom gebracht. Die Freunde, die ihnen Unterschlupf gewähren, erweisen sich jedoch als Verräter. Am 15. Februar 1977 wird Renato in seinem Unterschlupf von den Carabinieri festgenommen. Die Medien verkünden das Ende der blutrünstigen Karriere des Renato Vallanzasca und erheben ihn noch vor Beginn des Prozesses, bei dem er sich für seine Taten verantworten muss und zu lebenslanger Freiheitsstrafe verurteilt wird, zum Medienstar.
Weitere Mitglieder der Comasina-Bande werden durch Enzos Geständnis verhaftet und verurteilt. Während einer Häftlingsrevolte im Hochsicherheitsgefängnis von Novara gelingt es Renato, Zugang zu Enzos Zelle zu bekommen, und er tötet den um Gnade flehenden Verräter.
1987 wird Renato, wie schon oft, in eine andere Haftanstalt verlegt – diesmal auf dem Seeweg. Noch bevor das Schiff von der ligurischen Küste ablegen kann, entwischt Renato Vallanzasca durch ein Bullauge und findet vorübergehend in einer verlassenen Berghütte des Ligurischen Apennins Unterschlupf, wo er sich von Touristenabfällen ernährt. Er genießt die raue Natur der Berge und seine neu gewonnene Freiheit. Renato schlägt sich weiter nach Mailand bis zu seinen Eltern und Antonella durch, die ihn nach wie vor unterstützen. Für die weitere Flucht verändert Antonella, Hairstylistin von Beruf, sein Aussehen. Nach einem kurzen Zwischenstopp, bei dem er ein Radiointerview gibt und seine Taten rechtfertigt, setzt er seine Reise fort, wird aber kurze Zeit später auf einem Rastplatz festgenommen – diesmal ohne Gegenwehr.
Renato Vallanzasca verbringt den Großteil der folgenden 20 Jahre im Hochsicherheitstrakt in Isolationshaft. Seine Gesamtstrafe beträgt viermal „lebenslänglich“ plus 290 Jahre Arrest.

## Hintergrund
- Dies ist nicht der erste Film, der sich mit der Geschichte von Renato Vallanzasca auseinandersetzt. Der 1977 veröffentlichte Film Der Tollwütige von Sergio Grieco mit Helmut Berger in der Hauptrolle orientierte sich an der Geschichte ebenfalls.
- Der Film wurde in Mailand gedreht.[2]
- Das Budget wird auf 7 Mio. € geschätzt.[3]
- In Italien gab es hitzige Kontroversen zum Film, im Ausland hingegen wurde der Film für großartig befunden.[4]
- Renato Vallanzasca bekam vom Gericht keine Erlaubnis der Premiere beizuwohnen.[5]
- Vallanzasca schrieb zusammen mit dem Drehbuchautor des Films, Carlo Bonini, seine Biografie Il fiore del male. Bandito a Milano. Sie wurde 2009 veröffentlicht.[6]

## Kritiken
Daniela Panzitta weist bei moviemaze.de auf das fehlende typische Mafia-Flair der Figuren hin, so wie man es aus zahlreichen Mafia-Filmen kennt. Einzig Francesco Scianna in der Rolle des Mailänder Gangsterbosses Francis Turatello habe „etwas von einem zwar schrägen aber irgendwie erhabenen Mafia-Oberhaupt“. Aber „dank des großartig passenden Hauptdarstellers, Kim Rossi Stuart, und einer dichten Erzählweise kann Engel des Bösen – Die Geschichte eines Staatsfeindes über die volle Laufzeit unterhalten und fesseln.“
Paul Collmar von kino-zeit.de „wird das Gefühl nicht los, dass Vallanzasca nicht viel mehr als ein reines Abziehbild vergangener Kinogangster ist“. So schreibt er: „Nichts wirklich Neues erzählt Michele Placido in seiner Aufarbeitung des schillernden Lebens von Renato Vallanzasca. […] Das ist zwar nicht unbedingt ein Argument gegen den Film, wenn entweder die biographischen Bezüge oder der Unterhaltungswert einen Mehrwert versprächen. Genau das kommt aber in Engel des Bösen zu kurz. Mit zahlreichen, nicht immer gelungenen Dialogen und vergleichsweise wenig Action, die zudem eher spröde und uninspiriert inszeniert wirkt, ist der Film eine eher zähe Angelegenheit […] Lediglich wenn Michele Placido die Verhaftung Vallanzascas mittels Splitscreens in inszeniertes Geschehen und dokumentarisches Material aufteilt, sehen wir, dass dieser Mann mit den stechend blauen Augen an ein reales Vorbild angelehnt ist – zu spüren bekommt man das allerdings viel zu selten.“

„Regisseur Michele Placido erzählt den leicht anrüchigen Stoff chronologisch und mit einer Abfolge von harten Bildern. Wenn Vallanzasca im Gefängnis verprügelt wird, dann ist das nichts für Zartbesaitete. Dennoch verfällt der Regisseur nie der Versuchung, dem Gangster eine übermäßige Verehrung zuteil werden zu lassen. Vielmehr wird die nackte und grausame Realität zur Dokumentation herangezogen. Relativ unberührt bleibt allerdings die Frage, warum ein gewalttätiger Verbrecher wie Renato Vallanzasca zu einem Helden werden konnte. Damit wird der Zuschauer alleingelassen.“

„Wo die Rückkopplungseffekte an die Historie starke Momente liefern, bleiben die Inszenierungen der eigentlichen Straftaten in Engel des Bösen jedoch einigermaßen blass. Während das amerikanische Kino traditionell eher an der Kinetik des Verbrecherdaseins interessiert war, an den Überfällen und Verfolgungsjagden, konzentriert sich Placido auf dessen Logik. Negativ formuliert: Die Action ist alles andere als furios. Die Räume bleiben eng, die Bilder scheinen an den Gesichtern wie festgeklebt. Der Film ist extrem dialoglastig – und die Dialoge sind nicht weiter bemerkenswert.“

„Etwas langatmig geratenes aber überaus realistisches Gangsterepos mit teils kompromissloser Härte. Placido möchte damit gerne bei Scorsese mitkicken, schafft es aber nicht ganz aus der Regionalliga heraus, denn seine Schauspieler sind einfach zu farblos. Außerdem versucht er zu oft, über den Dialog zu erzählen, ohne dass der Plot etwas hergäbe. Dafür überzeugt er in Production-Design und Ausstattung.“